# Луис Гомес-Асебо
Луис Гомес-Асебо, 2-й виконт де ла Торре (исп. Luis Gómez-Acebo; 23 декабря 1934, Мадрид — 9 марта 1991, Мадрид) — испанский аристократ и бизнесмен. Муж Инфанты Пилар, герцогини Бадахосской.

## Биография
Луис родился 23 декабря 1934 года. Он был четвёртым ребёнком Хайме Гомеса-Асебо-и-Модета (1897—1977), и его жены Изабели Дуке де Эстрада-и-Веретерра, 9-й маркизы Делейтосы (1904—1979). Он является двоюродным братом Маргариты Болгарской (род. 1935). После казни её родителей в 1936 году, она была отдана на попечительство, родителям Луиса.
Он учился в Колледже дель Пилар, в Мадриде. В Мадридском университете, он изучал право. Позже он специализировался на бизнес-исследованиях в США.
Также, он работал советником в различных финансовых компаниях и был связан с нефтяным бизнесом. В 1981 году он был назначен председателем совета директоров североамериканской компании Korn Ferry,которая занималась подбором руководителей высшего звена на ответственные должности в глобальных компаниях.
С февраля 1986 года, был президентом Фонда друзей музея Прадо. В ноябре 1987 года, Луис и его супруга получили дань уважения от Испанского института, в отеле Waldorf Astoria в Нью-Йорке в знак признания их вклада в развитие, испанской культуры. В июне 1988 года он получил Премию Алехандро Моралеса по связям с общественностью. Также, он был членом Фонда коллекции Тиссена Борнемисы.
До своей смерти, был рыцарем Королевской кавалерийской кавалерии Севильи.
Он умер от лимфомы 9 марта 1991 года, в возрасте 56 лет. Он был похоронен на кладбище Святого Исидора в Мадриде.

## Брак и дети
5 мая 1967 года сочетался браком с инфантой Испании Пилар (1936—2020), старшей дочери Хуана, графа Барселонского и его жены Марии Бурбон-Сицилийской.
У супругов 5 детей, которые, в соответствии с законами Испании, пользуются титулами Грандов Испании и Его Превосходительство.
- Её Превосходительство Симонетта Луиза Гомес-Асебо и Бурбон, грандесса Испании (род. 28 октября 1968). С 1990 года замужем за Мигелем Фернандесом и Састрон. У них 3 детей:
  - Луис Хуан (1991),
  - Пабло (1995)
  - Мария де лас Мерседес (2000).
- Его Превосходительство Хуан Филиберто Николас Гомес-Асебо и Бурбон, гранд Испании, 3-й виконт де ла Торре (6 декабря 1969 — 12 августа 2024).
  - Николас (2013).
- Его Превосходительство Бруно Алехандро Гомес-Асебо и Бурбон, гранд Испании (род. 15 июня 1971). С 2002 года женат на Барбаре Кано. У них 3 сына:
  - Алехандро Хуан (2004),
  - Гильермо (2005)
  - Алваро (2011).
- Его Превосходительство Бельтран Луис Альфонсо Гомес-Асебо и Бурбон, гранд Испании (род. 20 мая 1973). С 2004 по 2011 год был женат на Лауре Понте. У них 2 детей. В 2016 году женился второй раз на модели Андреа Паскуаль.
  - Луис (2005) - от первого брака
  - Лаура (2006) - от первого брака
  - Хуан (2016) - от второго брака
- Его Превосходительство Фернандо Умберто Гомес-Асебо и Бурбон, гранд Испании (30 сентября 1974 — 1 марта 2024). С 27 ноября 2004 года был женат на Монике Фернан Лукуе, развод. Второй раз был женат на Наде Халамандари, развод.
  - Николас (2016) - от второго брака.